# A Börzsöny növényzete
A Dél-Börzsöny és a hegység fő tömege között húzódik a közép-dunai flóraválasztó: a Dél-Börzsönyt a Bakonyicum flóravidék visegrádi flórajárásához soroljuk, a hegység többi részét pedig a Matricum flóravidék nógrádi flórajárásához. A flóraválasztó sok mediterrán, szubmediterrán, atlanti, közép-európai, pontusi, pontusi-mediterrán, dacikus és balkáni flóraelem elterjedésének északi határa, ezért a Börzsöny (lágyszárú) növényzetét sajátos kettősség jellemzi: az ilyen fajok a hegység nagyobb részén már nem élnek meg. Ezeket a flóraválasztótól északra alpi flóraelemek váltják fel, amelyek közül több elterjedésének a flóraválasztó a déli határa.

## Dél-Börzsöny
Az egész Dél-Börzsöny a zárt tölgyes övbe esik; itt bükkösök csak az északi lejtőkön, kedvező éghajlati feltételek között, extrazonális helyzetben fordulnak elő. A magasabb hegytetőkön gyertyános-tölgyes, az alacsonyabbakon cseres-tölgyes nő. A délnek néző, meredek lejtőkön melegkedvelő tölgyesek és mészkerülő tölgyesek helyezkednek el.

## Magas-Börzsöny
A Magas-Börzsönyben a szubmontán bükkös öv általában a tengerszint felett 450–500 méterrel kezdődik, a magasabb csúcsok már a montán bükkös övbe esnek. Az északi lejtőkön a bükkösök 250 méterig lehúzódnak, míg a délnek nézőkön a tölgyesek akár 700 méterig is felkapaszkodhatnak. A hegység a fenyő öv alját nem éri el.

## Fás növénytársulások és fafajok
A Börzsöny nagy részét tölgyesek és bükkösök borítják. Az erdőterület százalékában:
- 35% tölgy,
- 28% bükk,
- 17% gyertyán,
- 2% fenyő,
- 18% egyéb fa, mint például magas kőris, hegyi szil és juharok is.

Az egyéb fajok csak mint a bükkösök és tölgyesek elegyfái fordulnak elő; önálló erdeik (a magas kőrisesek) nagyon ritkák. A fenyő megtelepítésével a 19. század vége óta kísérleteznek, csekély eredménnyel: csak egy-két, klimatikusan kedvező helyen fejlődik kielégítően.
Érdekesség, hogy az alacsonyabb részeken többfelé is előfordul a szelídgesztenye (Castanea sativa), ami egyes kutatók szerint őshonos fafaj, mások szerint valószínűleg egykori ültetvényekből vadult ki. Bél Mátyás 1735-ben úgy vélte, hogy a nagyoroszi szelídgesztenyéseket Károly Róbert uralkodásának idején (1308–1342) telepítették. A legidősebb, ismert gesztenyefák Borsosberény határában, Szomolyapusztán állnak. Legnagyobbikuk törzsének átmérője 180 cm, korát 300–400 év közé becsülik.

### Bükkösök
A Magas-Börzsönyben montán és szubmontán bükkösök egyaránt előfordulnak. legfontosabb elegyfájuk a gyertyán, ami szórványosan mindenütt jelen van, de a bükkösök alján és tetején egyaránt felszaporodik: ez az átmeneti zóna lefelé a tölgyesek, fölfelé pedig a legmagasabb csúcsokat borító magas kőrisesek felé.

### Magas kőrisesek
Magas kőrises erdők a hegység legmagasabb csúcsain (Csóványos, Magos-fa, Nagy-Mans, Miklós-tető, Hangyás-bérc, Nagy-Hideg-hegy), a bükkösök fölött nőnek. Ennek fő oka, hogy a csúcsok közelében a talaj vékony, és az erős napsütés, valamint a száraz szelek hatására gyorsan kiszárad. A bükköt ezért fölfelé haladva nem a fenyő váltja föl, hanem a szárazságot jobban tűrő fajok. Ezek közül a magas kőris az erdőalkotó, elegyfái pedig a hárs és a hegyi juhar.

### Tölgyesek
A tölgyesekben a csertölgy a száraz lejtőkön szaporodik fel, de sehol sem válik uralkodóvá.